# فلوبروتیزولام
فلوبروتیزولام (انگلیسی: Flubrotizolam) یک مشتق تینوتریازولودیازپین با اثرات آرام‌بخش و ضد اضطراب قوی است که به عنوان یک داروی طراح فروخته شده‌است.

## همچنین ببینید
- بروتیزولام
- دس‌کلروکلوتیزولام
- فلوبرومازولام
- فلوکلوتیزولام
- اتیزولام